# Districte de Košice IV
El districte de Košice IV és un dels quatre districtes que formen la ciutat de Košice. Té una superfície de 60,90 km², i el 2024 tenia 55.825 habitants. La capital és Košice.

## Demografia
| Godina             | 1994   | 2004   | 2014   | 2024   |
| ------------------ | ------ | ------ | ------ | ------ |
| Nombre de persones | 60.781 | 56.634 | 59.729 | 55.825 |
| Diferència         |        | −6,82% | +5,46% | −6,53% |

| Godina             | 2023   | 2024   |
| ------------------ | ------ | ------ |
| Nombre de persones | 56.143 | 55.825 |
| Diferència         |        | −0,56% |